# Edward P. Burns
Edward P. Burns (* 29. Januar 1946 in Baltimore), in seinen Werken ausschließlich Ed Burns genannt, ist ein US-amerikanischer Autor, Drehbuchautor und Filmproduzent. Vor seinem Wirken in der Filmindustrie war Burns 20 Jahre bei der Mordkommission des Baltimore Police Departments tätig und sieben Jahre lang Lehrer an zwei öffentlichen Schulen.

## Leben
Burns wuchs in Govans, einem Stadtteil von Baltimore auf und besuchte eine katholische Schule. Nach seinem Studienabschluss in Geschichte mit dem Nebenfach Philosophie am Loyola College, trat er in die US-Armee ein. Er wurde nach Vietnam versetzt und war dort am „Kit Carson Scouts“-Programm beteiligt, das ehemalige Vietcong-Soldaten als Übersetzer, Spione und Aufklärer einsetzte. Nach einem Jahr kehrte er 1971 in seine Heimatstadt zurück und bewarb sich beim Baltimore Police Department. Burns wurde der Mordkommission des Western Districts zugeteilt, einem Abschnitt der bekannt für seine Drogenkriminalität war.
Anfang der 1980er lernte er den Journalisten und Polizeireporter David Simon kennen, der für die Lokalzeitung The Baltimore Sun schrieb. Simons recherchierte für ein Projekt im Polizeiumfeld, für das sich Burns ihm anvertraute und daraus eine jahrzehntelange Zusammenarbeit entstand. 1991 ging Burns nach 20 Jahren Dienst in den Ruhestand. Danach unterrichtete er vier Jahre Geographie an einer Middle School in Baltimore und drei weitere an einer Magnetschule.
Zusammen mit Simon veröffentlichte er 1997 The Corner: A Year in the Life of an Inner-City Neighborhood, ein Buch über Baltimores Drogenkriminalität, in welchem Burns’ Erfahrungen in der Polizeiarbeit und Simons Recherchen miteinflossen. Das Werk wurde im Jahr 2000 von HBO als gleichnamige Miniserie adaptiert. Als Simon mit der Idee für die HBO-Serie The Wire (2002–2008) auf Burns zukam, kündigte er seinen Job als Lehrer, um fortan als Drehbuchautor zu arbeiten.
Die Zusammenarbeit zwischen Simon und Burns setzte sich in den Serien Generation Kill (2008), The Plot Against America (2020) und We Own This City (2022) fort.

## Schriften
- (gemeinsam mit David Simon): The Corner: Bericht aus dem dunklen Herzen der amerikanischen Stadt, Antje Kunstmann-Verlag, München 2012, ISBN 978-3-88897-744-2.